# Лангенхан
Лангенхан (њем. Langenhahn) општина је у њемачкој савезној држави Рајна-Палатинат. Једно је од 192 општинска средишта округа Вестервалд. Према процјени из 2010. у општини је живјело 1.380 становника. Посједује регионалну шифру (AGS) 7143254.

## Географски и демографски подаци
Лангенхан се налази у савезној држави Рајна-Палатинат у округу Вестервалд. Општина се налази на надморској висини од 450 метара. Површина општине износи 5,8 km². У самом мјесту је, према процјени из 2010. године, живјело 1.380 становника. Просјечна густина становништва износи 240 становника/km².